# Jonatan Machabeusz
     sytuacja w 160 p.n.e.
     tereny podbite

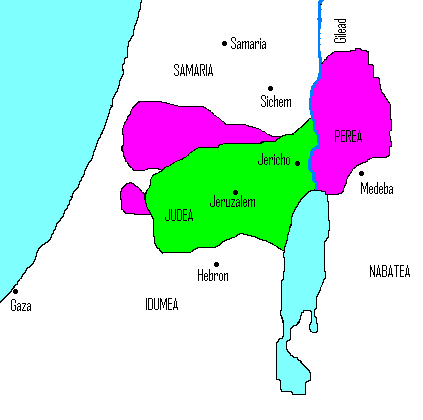
Judea za Jonatana Machabeusza
sytuacja w 160 p.n.e.
tereny podbite

Jonatan Machabeusz także Apfus (hebr. יונתן אפפוס, zm. 143 p.n.e.) – przywódca wojskowy i polityczny żydowski w 160–142 p.n.e., arcykapłan od 152 p.n.e.

## Życiorys
Był piątym, najmłodszym synem Matatiasza, bratem Jana, Szymona, Judy i Eleazara. Nosił przydomek Apfus, tzn. ukrywający swe myśli, przebiegły. Jednak z czasem przydomek jego starszego brata Judy – Machabeusz – stał się określeniem całej rodziny. Po śmierci Judy dowodził rewolcie. Syryjski władca Aleksander Balas ustanowił go arcykapłanem w 152 roku p.n.e. Jonatan naprawił mury Jerozolimy i kazał zbudować twierdzę Masada. W 147 zburzył świątynię Dagona w Jafie. Zawierał przymierza zarówno z Syrią jak i Rzymem. Przyłączył Gazę i Aszkelon. Został zamordowany w 143 p.n.e.

## Życie prywatne
Jonatan miał nieznaną z imienia córkę, która poślubiła kapłana Matiasa syna Szymona Jąkały. Dzieckiem z tego małżeństwa był Matias Garbus, pradziad Józefa Flawiusza.